# Ptochostola microphaeellus
Espèce
Synonymes
- Crambus dimidiellus Meyrick, 1879[1]
- Crambus dirutellus Walker, 1866[1]
- Crambus microphaeellus Walker, 1866[1]

Ptochostola microphaeellus est une espèce de lépidoptères (papillons) de la famille des Crambidae. On la trouve en Australie, y compris en Tasmanie.

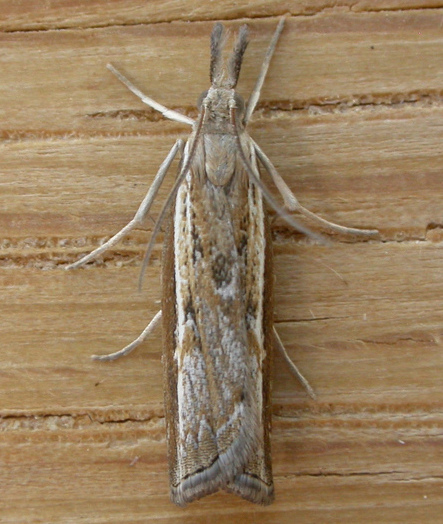
Imago en vue de dessus.